# 国民精神文化研究所
国民精神文化研究所（こくみんせいしんぶんかけんきゅうしょ、略称: 精研、英語: National Spiritual Culture Research Institute）は、戦前期に東京市品川区上大崎に設置された文部省直轄の研究所。「皇国教学ノ指導者トシテノ信念ト識見トノ醇化」を指導方針とする教師の養成機関。終戦後、GHQから超国家主義組織として解散させられ、講師陣は公職追放された。

## 沿革
第一次世界大戦ののち、ドイツ植民地帝国の膠州湾租借地から追放された多くのドイツ人は、漢口（現在の武漢市）や上海、香港などに移住して再びコミュニティを形成していたが、1931年ごろからナチス党がアジアの各ドイツ人コミュニティに党支部を創設して政治活動を始めていたという事情があった。
日本政府は1930年にロンドン海軍軍縮条約を締結したが、フリードリヒ・ハックなどのドイツ人貿易家は日本で兵器の貿易を行っており、帝国弁護士会や軍人南雲忠一など軍拡派の活動もあった。
略史
- 1932年 - 1932年5月5日、文部省の諮問機関である学生思想問題調査委員会（会長は文部大臣鳩山一郎。設立時期不明。）が、「今日の教育は国体観念に関する教育が不徹底である」旨を述べ[5]、また、「学生生徒左傾」への対策として「我が国体、国民精神の原理を闡明し、国民文化を発揚し、外来思想を批判し、マルキシズムに対抗するに足る理論体系の建設を目的とする、有力なる研究機関を設くる」べきことを答申した[6][7]。これら答申に基づき8月22日、国民精神文化研究所官制（昭和7年勅令233号）が発せられた[8]。8月25日、海軍軍人であり総理大臣の斎藤実が「国民精神の作興」を強調して帝国議会で演説した[9]。機関は当初は文部省内で、まもなく神田一ツ橋の仮庁舎で活動した。
- 1933年 - 品川区上大崎の新庁舎に新築移転。
- 1934年 - 初代所長に関屋龍吉が就任（それまでは、革新官僚の粟屋謙・伊東延吉が代行）。東京と横浜にナチス党支部が創設された[注釈 2]。日本政府はロンドン海軍軍縮条約を脱退し条約を無効化したため、先進国間で軍拡競争が開始された。
- 1935年 - 青年学校令（学校教育法の前身）により、旧制学校と併存していた実業補習学校（12才以上）と青年訓練所（16才以上）が統合され、青年学校が創設。
- 1936年 - 『国体の本義』編纂委員に所員から紀平正美（哲学）、井上孚麿（法律）、吉田熊次（教育）が参加[10]。 日独防共協定が締結される[注釈 3]。
- 1938年 - 11月、日独文化協定が締結され、学校教員の任命がナチスドイツと連帯しての国策事案となった[11]。アンシュルスの影響で国家総動員法が可決した。
- 1941年 - 2代所長に伊東延吉が就任。第3次近衛内閣の内閣参議・無任所国務大臣平沼騏一郎が『臣民の道』を出版。
- 1942年 - 1月24日、国民錬成所官制（昭和17年勅令第28号）により、小金井町に91,000坪敷地を持つ国民錬成所が設置される[注釈 4]。開設にあたり、紀元二千六百年式典の式殿であった光華殿が、明治神宮外苑競技場から移築された[13][14]。
- 1943年11月1日 - 教学錬成所官制（昭和18年勅令第814号）により国民錬成所と統合して消滅し、教学錬成所となる[15]。
- 1945年10月15日 - 教育研修所官制（昭和20年10月15日勅令第572号）により、教学錬成所が廃止され、教育研修所（のち、国立教育研究所に改組、現在の国立教育政策研究所）となる[注釈 5]。

## 組織

### 研究部
所員・研究嘱託・助手の役職を置く。
- 歴史科 - 西田直二郎（京大）、松本彦次郎（東京文理大）、吉田三郎（西田門下）等。
- 国文学科 - 東大系。久松潜一、志田延義等。
- 芸術科 - 正木篤三、田中正平、新関良三等。1942年から実質的に活動開始。
- 哲学科 - 西晋一郎（倫理学）、小糸夏治郎（西門下）、紀平正美、小野正康、河野省三（神道学）等。
- 教育科 - 東大系。吉田熊次、海後宗臣、伏見猛彌等。
- 法政科 - 藤沢親雄（政治学）、大串兎代夫（国家学）、井上孚麿（憲法学）等。
- 経済科 - 作田荘一、山本勝市、筒井清彦（山本門下）等。統制経済派の作田が戦時経済の研究、自由経済派の山本がマルクス主義批判の研究や左傾学生の指導に当たった。
- 自然科学科 - 杉靖三郎（医学、文部大臣橋田邦彦門下）。
- 思想科 - 元学生主事の岡田恒輔、小川義章、元左傾学生で研究生指導科を修了した三木勲、利根川東洋、森昌也、中山幸等。

### 事業部
- 教員研究科 - 中等教員の教育。
- 研究生指導科 - 左傾学生の再教育。

## 歴代所長

### 国民精神文化研究所長
- （兼務）粟屋謙:1932年8月23日 - 1934年5月29日
- 関屋龍吉:1934年5月29日 - 1941年6月14日
- 伊東延吉:1941年6月14日 - 1943年11月1日

### 教学錬成所長
- 伊東延吉:1943年11月1日 - 1944年2月7日（死去）
- 橋田邦彦:1944年3月1日 - 1945年9月14日（死去）

## 研究職員

### 歴史科（史学・国史）
- 松本彦次郎
- 西田直二郎
- 中村光
- 吉田三郎
- 田中久夫
- 守屋美都雄

### 国文学科（国文学・国語学）
- 久松潜一
- 志田延義
- 三宅清
- 山田孝雄
- 橋本進吉
- 阿部秋生
- 植松茂
- 多田淳典
- 安川実
- 徳沢龍潭
- 井上京子
- 岩淵悦太郎
- 泉井久之助

### 芸術科（芸術学・芸術史）
- 正木篤三
- 田中正平
- 田辺尚雄
- 新関良三
- 瀧遼一
- 岸辺成雄
- 久野真自
- 和歌森太郎
- 杉山誠
- 小高根太郎

### 哲学科（哲学・道義・神道・儒教・仏教）
- 西晋一郎
- 紀平正美
- 小野正康
- 川合貞一
- 河野省三
- 加藤虎之亮
- 小島城彦
- 小糸夏治郎
- 小山門作
- 山本饒
- 西順蔵
- 大田兵三郎
- 堀一郎
- 五十嵐祐宏
- 河野国雄
- 佐藤通次

### 教育科（教育学・教育史）
- 吉田熊次
- 海後宗臣
- 佐野朝男
- 渡辺誠
- 伏見猛彌
- 平塚益徳
- 坂本稲太郎
- 石田加都雄
- 土屋忠雄
- 阿部仁三
- 周郷博
- 西田宏
- 宮坂哲文

### 法政科（法律学・政治学・社会学）
- 河村只雄
- 藤沢親雄
- 大串兎代夫
- 水木惣太郎
- 井上孚麿
- 柳武雄
- 増田福太郎
- 孫田秀春
- 黒川真前
- 小川清太郎

### 経済科（経済学・経済史）
- 作田荘一
- 山本勝市
- 河津暹
- 小出孝三
- 筒井清彦
- 渡辺年応
- 有井治
- 土方成美
- 酒枝義旗
- 矢島釣次

### 自然科学科（生物学・物理学）
- 杉靖三郎
- 前田隆一
- 矢追秀武
- 松井元興
- 船越路子
- 荒川清二

### 思想科（思想問題・思想運動）
- 岡田恒輔
- 米原穣
- 藤田勲
- 小川義章
- 田中久二
- 岡野徳右エ門
- 三木勲
- 利根川東洋
- 森昌也
- 中山幸

### 教員研究科嘱託講師
- 金子大栄
- 平泉澄
- 碧海康温（碧海純一の父）
- 鈴木金吾
- 比田井鴻
- 山村清
- 田代其次
- 鈴木春視

## 主な刊行物
- 『国民精神文化』
- 『国民精神文化文献』（1936年創刊）
- 『戦争文化』（1939年創刊）
- 『書紀集解　全４巻５冊』（1936年〜1940年）国立国会図書館リサーチ「書紀集解」
- 『国民精神文化研究所一覧 昭和10年度』国民精神文化研究所、1935年。